# Neu-Dachs
Neu-Dachs – niemiecki nazistowski podobóz Auschwitz-Birkenau zlokalizowany na przedmieściach Jaworzna, funkcjonujący w latach 1943–1945.
Obóz został utworzony na potrzeby niemieckiej spółki akcyjnej Energieversorgung Oberschlesien AG, poszukującej taniej siły roboczej dla rozbudowywanych elektrowni i kopalń węgla kamiennego. Liczebność więźniów w październiku 1943 wynosiła ok. 2800, a w styczniu 1945 w przybliżeniu 3660. Praca więźniów polegała najpierw na rozbudowie obozu, następnie na pracy w pobliskich kopalniach oraz przy elektrowni „Wilhelm”. W styczniu 1945 nastąpiła jedna z najdłuższych ewakuacji więźniów do Gross-Rosen. Po wojnie obóz został przemianowany na Centralny Obóz Pracy w Jaworznie.

## Historia obozu

### 1943
Z inicjatywy niemieckiej spółki akcyjnej Energieversorgung Oberschlesien AG (EVO) w marcu 1943, popieranej przez ministra amunicji i uzbrojenia Alberta Speera, rozpoczęto budowę elektrowni „Wilhelm” o mocy 300 tys. kW. Zadecydowano także o rozbudowie (obecnie nieistniejącej już) elektrowni przy kopalni węgla kamiennego „Friedrich-Augustgrube” oraz zwiększenie jej mocy do 100 tys. kW. Codzienny dowóz więźniów z Auschwitz był jednak zbyt kosztowny. W tym celu dyrekcja EVO zwróciła się do Geharda Maurera z pisemną prośbą o przydział dwóch tysięcy robotników-więźniów. Inwestycja ta okazała się niebywale ważna dla gospodarki III Rzeszy. Odzwierciedlają to słowa zawarte w piśmie Geharda Maurera z 29 maja:

...Zwracamy uwagę na to, że nasza spółka założona przez generalnego inspektora wody i energii, ma gwarantować pokrycie zapotrzebowania na prąd dla zakładów metali lekkich powstałych na ziemiach wschodnich. Nasz kapitał akcyjny znajduje się całkowicie w rękach Rzeszy, inaczej Generalnego Inspektora Wody i Energii. Budowa wielkiej elektrowni „Wilhelm” należy zatem do natychmiastowego programu […] Jak można stwierdzić […] sam plan budowy włączony jest do natychmiastowego programu Führera i ma priorytet konieczności […].

Jednakowo ważne dla przedsięwzięcia było wydobycie węgla, bez którego uruchomienie elektrowni byłoby niemożliwe. Najważniejszym celem była przede wszystkim rozbudowa śląskich zakładów energetycznych, mających dostarczać budowanym w pobliżu Wiednia zbrojeniowych zakładów metali lekkich.
15 czerwca do obozu przyjechał pierwszy transport więźniów z Auschwitz, liczący około 100 osób, do pracy w elektrowni cieplnej „Wilhelm”. Głównym powodem założenia obozu było uzyskanie licznej taniej siły roboczej (więźniów z obozów koncentracyjnych). Od 30 czerwca 1943 obóz funkcjonował pod oficjalną nazwą „Neu-Dachs”.

### 1944
Pod koniec stycznia miała miejsce selekcja 250 więźniów niezdolnych do pracy (największa) do odesłania do Auschwitz.

### 1945
W styczniu więźniowie przebyli jeden z najdłuższych marszów ewakuacyjnych (o długości około 250 km) do Gross-Rosen. Podczas marszu zmarło oraz zostało zastrzelonych wielu więźniów. Przed ewakuacją rozdawano po bochenku chleba oraz po konserwie, lecz z pośpiechu wielu nie zdołało zabrać żadnego pożywienia. Na dwóch konnych wozach ciągniętych przez więźniów wieziono akta podobozu i dobytek SS-manów.
Przez silne opady śniegu znacznie utrudniające poruszanie, postanowiono spalić zgromadzoną dokumentację. 20 stycznia kolumna ewakuacyjna dotarła do podobozu Blechhammer, 21 stycznia stamtąd wyprowadzono więźniów w kierunku obozu Gross-Rosen, a 25 stycznia zostali ostatecznie wywiezieni pociągiem do Buchenwaldu.
19 stycznia wkroczyły do Jaworzna oddziały Armii Czerwonej, uwalniając pozostałych w podobozie około 400 więźniów niezdolnych w czasie ewakuacji do marszu.

### Po wojnie
Jaworzno to miejsce symbolicznego spotkania hitleryzmu i komunizmu. W 1945 roku komuniści przejęli filię hitlerowskiego obozu Neu Dachs (…). Polskich, angielskich i rosyjskich więźniów zastąpili więźniowie niemieccy, ukraińscy i polscy.

Po wojnie obóz został przemianowany na Centralny Obóz Pracy w Jaworznie, istniejący w latach 1945–1950.

## Więźniowie

### Praca
Na początku większość więźniów pracowała przy rozbudowie obozu. Pracowali przy wycince drzew oraz przy budowie kolejnych baraków mieszkalnych, murowanej kuchni, kotłowni, szpitala obozowego, baraków dla SS, łaźni, magazynu odzieżowego oraz wykonaniu instalacji wodociągowej w celu dostarczenia ciepłej wody do łaźni, szpitala, kanalizacji, ulic obozowych i wież wartowniczych. Rozbudowa trwała do listopada 1943.
Część więźniów zaczęła pracować na terenie pobliskich kopalń, m.in. „Rudolfgrube”, „Dachsgrube” i „Friedrich-Augustgrube”. Wydobycie sięgało 12 tysięcy ton węgla miesięcznie. Więźniowie stanowili w przybliżeniu 60% pracowników tychże kopalń. Reszta więźniów pracowała przy budowie elektrowni „Wilhelm”.
Więźniowie zatrudnieni w kopalniach oraz przy budowie elektrowni pracowali na trzy zmiany, włącznie z niedzielami oraz świętami. Jedynym wolnym dniem w ciągu miesiąca była niedziela. Początkowo doba pracownicza wynosiła 8 godzin i 45 minut, następnie przedłużono ją do 9 godzin. Podczas pracy więźniowie byli podlegli sztygarom, majstrom, robotnikom cywilnym i kapom, a dozór składał się zazwyczaj z Niemców, którzy pod byle pretekstem katowali więźniów do nieprzytomności, a wielu z nich mordowali.
Więźniowie pracowali w bardzo ciężkich warunkach, bez odzieży ochronnej, bez dobrej kondycji fizycznej nie potrafili odpowiednio wykonać narzuconych prac. Wygłodzeni więźniowie jedli paszę dla koni. Kierowani do najcięższych prac pod ziemią, często byli chorzy do tego stopnia, że nie mogli ustać o własnych siłach, a nieraz byli kopani do nieprzytomności przez kapów, przez co częstokroć umierali.

### Zakwaterowanie
Więźniowie byli zakwaterowani w 14 drewnianych barakach, wybudowanych na palach na wysokości ok. 30 cm nad ziemią. Po obu stronach baraku były umieszczone okna. W pomieszczeniach były ustawione jedne przy drugich trzypiętrowe prycze, na których osobno spali więźniowie. Każdy z więźniów posiadał swój papierowy siennik wypchany słomą, poduszkę i dwa koce. Zimą pomieszczenia były ogrzewane przez żelazne, okrągłe piece, o ile dostarczany był opał.

### Ubrania więźniów
Odzież więźniów stanowiły pasiaki, bielizna z płótna, czapki oraz buty „drewniaki”. Kiedy brakowało ubrań, więźniowie dostawali ubrania cywilne po zamordowanych w Auschwitz. Do oznaczenia służył wycinany z tyłu marynarki kwadrat i wklejany tam kawałek materiału pochodzącego z pasiaka. Służyło to utrudnieniu ucieczki więźnia. Ubrania często były podarte, a większość więźniów nie posiadała bielizny, skarpet lub rękawiczek. W takich ubraniach musieli pracować na mrozie podczas zimy. Więźniowie pracujący pod ziemią dostawali w przydziale gumowe lub skórzane buty oraz kombinezony na których namalowany był czerwoną farbą olejną 5-centymetrowy pas. Ubrania nie zabezpieczały przed obrażeniami, wilgocią i wodą. Skutkiem braku odpowiedniej odzieży był spadek wydajności pracy więźniów oraz poważny wzrost zachorowań.

#### „Muzułmani”
Byli to więźniowie skrajnie wycieńczeni, którzy byli wywożeni do Auschwitz i tam od razu trafiali do komór gazowych.

### Posiłki
Posiłki były podobnie jak w Auschwitz mało treściwe, wydawane trzy razy dziennie. Pod koniec istnienia obozu, więźniowie którzy byli jeszcze zdolni do ciężkiej pracy, zaliczający się do kategorii „Schwerarbeiter” otrzymywali dodatkową miskę bezmięsnej zupy. Celem dodatkowego posiłku było zmotywowanie do podniesienia wydajności pracy.

#### Bony premiowe
Inną motywacją były bony premiowe „Prämienscheine”, które wydawały przedsiębiorstwa oraz zakłady korzystające z pracy więźniów. Odpowiednie kwoty przydzielonych bonów trafiały do administracji Auschwitz. W rzeczywistości bony, którym starano się nadać formę wyróżnienia, które były realizowane przez kantynę obozową, działały kompletnie inaczej. Zwykle zostawały tylko w rękach kierownictwa, ponieważ żaden więzień nie potrafił sprostać na tyle wymogom władzy SS, by ową premię otrzymać.

#### Paczki od rodzin
Jedyną możliwością zaspokajania głodu były paczki od rodzin, lecz otrzymywali je tylko więźniowie aryjscy. Rodziny mogły wysłać też pieniądze, które były wymieniane przez SS na bony obozowe, lecz nie wolno było wysyłać leków.

### Kary
Więźniowie którzy w desperacji łamali zakazy, usiłując zdobyć nielegalną żywność lub leki, byli karani najczęściej chłostą lub byli zamykani w „celach do stania”. Inną formą kary były dwugodzinne apele na mrozie przekraczającym –20 °C. Chorzy więźniowie układani byli na śniegu obok stojących w szeregu więźniów.
Karami za inne niewielkie przestępstwa były: kara słupka, cela do stania („Stehbunker”) o wymiarach 80 na 80 cm oraz szczucie psami.

### Higiena
Warunki sanitarno-higieniczne były fatalne, co było przyczyną dużej śmiertelności więźniów. Sami więźniowie na rozebranie i umycie się mieli tylko kilka sekund, mając przy tym tylko 100 g mydła tygodniowo.

### Ucieczki
Tragiczne warunki bytowe skłaniały wielu więźniów do prób ucieczek, które zwykle kończyły się dramatycznie: od początku lipca do połowy października 1943 SS-mani zastrzelili 11 więźniów, którzy próbowali uciec z obozu.
W październiku 1944 kilkudziesięciu więźniów zostało aresztowanych z powodu oskarżeń o próbę ucieczki podkopem wydrążonym spod podłogi jednego z baraków. Więźniowie ci zostali osadzeni w bloku 11 w Auschwitz celem przeprowadzenia śledztwa. Po jego zakończeniu 19 więźniów zostało skazanych na śmierć, następnie zostali przewiezieni z powrotem do obozu i 6 grudnia zostali powieszeni na placu apelowym.

## Powierzchnia obozu i pomieszczenia

### Powierzchnia
Obóz zajmował obszar ok. 6 ha.

### Pomieszczenia
W obozie znajdowało się: 14 baraków, 3 latryny, szpital, kuchnia, magazyn ubrań, kotłownia, pralnia oraz magazyn. Na zewnątrz obozu, obok bramy, znajdowały się garaże i wartownia. Około 150 m na południe, w obrębie dużego łańcucha straży, były zlokalizowane koszary SS, składające się z dwóch baraków mieszkalnych i baraku gospodarczego, w którym znajdowała się kuchnia.